# El hereje
El hereje fou una pel·lícula dramàtica espanyola dirigida el 1958 per Francisco Borja Moro amb guiód e José María Sánchez Silva i protagonitzada per l'italià Folco Lulli. Fou exhibida a la selecció oficial del Festival Internacional de Cinema de Sant Sebastià 1958, tot i que no va obtenir cap premi. Segons Fotogramas el seu guió és inconnex i sovint avorrit. Fou rodada a Noalla (província de Pontevedra).

## Argument
Un pescador pagà (Folco Lulli) conegut com "l'heretge" li encarreguen portar una imatge de Crist a una illa veïna. En el camí pateix una turmenta i se salva de morir ofegat gràcies a la intervenció divina.

## Repartiment
- Folco Lulli
- José Guardiola
- Julio Riscal
- Luis Rivera
- Manuel Guitián
- Rosario García Ortega
- Nora Samsó
- Jesús Puente